# موی فرشته
موی فرشته یا در پرتغالی رشته‌های تخم‌مرغ، یک شیرینی سنتی پرتغال است که از جوشاندن نوارهای باریک تخم‌مرغ، مخصوصاً زرده تخم‌مرغ، در شکر و شیره درست می‌شود. موی فرشته یک از عناصر سنتی آشپزی پرتغالی و برزیلی است که به عنوان دسر یا کنارغذا مصرف می‌شد.
این دسر در اسپانیا با نام تخم‌مرغ تنیده، در ژاپن با نام رشته‌فرنگی تخم مرغ، در کامبوج با نام واوی و در تایلند با نام رشته‌های طلایی شناخته می‌شود.